# Jean-Marie Vaysse
Pour les articles homonymes, voir Vaysse.
Jean-Marie Vaysse est un philosophe français né le 8 janvier 1950 à Rodez et mort à Toulouse le 14 mai 2011.

## Biographie
Professeur des Universités, agrégé de philosophie, Docteur d'État, il a enseigné à l'Université de Toulouse II - Jean Jaurès. Élève d'Henri Birault, qui a dirigé sa thèse sur Kant, il a ensuite été proche de Gérard Granel dont l'œuvre a exercé une forte influence sur lui. Il a écrit de nombreux ouvrages sur la philosophie allemande, et notamment sur Kant, Schelling, Heidegger, mais également sur Spinoza et la psychanalyse. Son œuvre la plus importante est L'inconscient des modernes paru en 1999.

## Ouvrages
- Dictionnaire de Heidegger, Paris, Ellipses, 2007.
- Dictionnaire de Kant, Paris, Ellipses, 2007.
- Les problèmes fondamentaux de la Phénoménologie de Heidegger, Paris, Ellipses, 2005.
- La stratégie critique de Kant, Paris, Ellipses, 2005.
- Inconscient et philosophie. Avant Freud, après Freud, Paris, Bordas, 2004.
- Schelling art et mythologie, Paris. Ellipses, 2004.
- Totalité et finitude. Spinoza et Heidegger, Paris, Vrin, 2004.
- Le vocabulaire de Heidegger, Paris, Ellipses, 2000.
- Kant et la finalité, Paris, Ellipses, 1999.
- L'inconscient des Modernes, Paris, Gallimard, 1999
- Le vocabulaire de Kant, Paris, Ellipses, 1998.
- Hegel. Temps et histoire, PUF, 1998.
- Totalité et subjectivité. Spinoza dans l'idéalisme allemand, Paris, Vrin, 1994.

Direction d'ouvrages collectifs
- Kant, Les Cahiers d'Histoire de la Philosophie, Paris, Éditions du Cerf, 2008.
- Technique, monde, individuation. Heidegger, Simondon, Deleuze, Hildesheim-Zürich-New York, Georg Olms Verlag, coll. "Europaea Memoria", 2005.
- Vie, monde, individuation, Hildesheim-Zürich-New York, Georg Olms Verlag, coll. "Europaea Memoria", 2003.